# Al Kaline
Albert William Kaline (ur. 19 grudnia 1934, zm. 6 kwietnia 2020) – amerykański baseballista, który występował na pozycji prawozapolowego przez 22 sezony w Major League Baseball.

## Kariera sportowa
Kaline podpisał kontrakt jako wolny agent z Detroit Tigers 18 czerwca 1953, w którym zadebiutował tydzień później w meczu przeciwko Philadelphia Athletics. W sezonie 1955 po raz pierwszy wystąpił w All-Star Game, miał najlepszą średnią uderzeń w lidze (0,340), zaliczył najwięcej uderzeń (200) i wszystkich baz ogółem (321), a w głosowaniu do nagrody MVP American League zajął 2. miejsce za Yogim Berrą z New York Yankees. W 1957 po raz pierwszy otrzymał Złotą Rękawicę.
W 1968 zagrał we wszystkich meczach World Series, w których Tigers pokonali St. Louis Cardinals 4–3 w serii best-of-seven. 24 września 1974 w spotkaniu z Baltimore Orioles zaliczył 3000. uderzenie w karierze jako dwunasty zawodnik w historii MLB i jako drugi w historii klubu (pierwszym był Ty Cobb). Po raz ostatni zagrał 2 października 1974.
W późniejszym okresie był między innymi sprawozdawcą z meczów Tigers. W 1980 został uhonorowany członkostwem w Baseball Hall of Fame.
| Nagroda/wyróżnienie          | Lata | Źródło |
| 18× All-Star                 | 1955, 1956, 1957, 1958, 1959¹, 1959², 1960¹, 1960², 1961¹ 1961², 1962², 1963, 1964, 1965, 1966, 1967, 1971, 1974 | [ 2 ]  |
| 10× Gold Glove Award         | 1957, 1958, 1959, 1961, 1962, 1963, 1964, 1965, 1966, 1967                                                       | [ 4 ]  |
| Zwycięzca w World Series     | 1968 | [ 5 ]  |
| Hutch Award                  | 1969 | [ 9 ]  |
| Lou Gehrig Memorial Award    | 1968 | [ 10 ] |
| Roberto Clemente Award       | 1973 | [ 11 ] |
| 3000 hit club                | | [ 6 ]  |
| Baseball Hall of Fame        | od 1980 | [ 8 ]  |
| # 6 zastrzeżony przez Tigers | 1980 | [ 12 ] |